# Nullotitan glaciaris
Nullotitan glaciaris es la única especie conocida del género extinto Nullotitan ("gigante de Francisco Nullo") dinosaurio saurópodo colososauriano, que vivió a finales del período Cretácico, hace aproximadamente entre 80 y 70 millones de años desde el Campaniense al Maastrichtiense, en lo que es hoy Sudamérica.

## Descripción

Tamaño comparativo de un humano con Nullotitan.

Nullotitan es un gran saurópodo. Los restos encontrados del holotipo son de un animal de más de 20 metros de longitud, 20 toneladas de peso.
Los descriptores pudieron identificar algunas características distintivas. Dos de ellas son autapomorfías, propiedades derivadas únicas. Las vértebras de la cola anterior y media tienen lados y partes inferiores erosionadas por numerosas depresiones grandes que no perforan la pared ósea. Desde la parte delantera o trasera, el peroné tiene una curva ondulante notable.
Además, existe una combinación única de características que no son únicas en sí mismas. Los cuerpos vertebrales de las vértebras caudales anteriores son notablemente cortos, el doble de ancho que horizontalmente. En las vértebras de la cola del media hay un canal grande en el lado que está cubierto desde arriba por la protuberancia lateral. Las vértebras de la cola no son neumáticas. Las vértebras de la cola media tienen un canal longitudinal profundo en la parte inferior delimitado por dos crestas gruesas. El extremo inferior de la tibia se aplana de adelante hacia atrás y se ensancha más que con otros titanosaurios.
La vértebra cervical del holotipo es alargada con una longitud de 45 centímetros y bastante baja con una altura de 22 centímetros, aparte del arco vertebral roto. El lado está perforado por un gran pleurocoelo ovalado. El fondo es plano. El hueso tiene muchas cámaras de aire pequeñas internas, conocidas como camellae.
Las vértebras anteriores de la cola tienen una faceta anterior ovalada. Los lados se inclinan hacia abajo abruptamente. Las proyecciones laterales son altas y aplanadas de adelante hacia atrás. La primera vértebra de la cola mide aproximadamente 25 centímetros de largo y cuarenta de ancho. Los huecos en los lados están distribuidos al azar, separados por crestas. Son alargados y corren a lo largo. Quizás había tendones epaxiales anclados en él, sosteniendo la cola hacia arriba. Los remolinos de la cola del medio son cuadrados en la vista lateral, tienen un cotilo convexo en la parte posterior, un canal longitudinal profundo en la parte inferior, numerosas cavidades pero menos profundas, y protuberancias laterales cónicas cortas colocadas en la altura media. El Musculus caudofemoralis, el gran músculo retractor que empujó el fémur hacia atrás, continuó hasta la decimosexta vértebra. Las vértebras posteriores de la cola procoal son alargadas, aplanadas y con un cotilo cónico.
El omóplato muestra pocos detalles. Hay una protuberancia en el interior, por encima del nivel del proceso acromial, cerca de los bordes frontal y superior. En el interior también hay una protuberancia en el borde inferior.
El húmero de MPM 21545 tiene 114 centímetros de largo. Es relativamente delgado, con un índice de robustez (IR) de 2,8. El peine deltadetectorial es relativamente corto con el borde inferior en un cuarto de la longitud del eje medido desde arriba, una característica básica.
El fémur tiene nódulos articulares inferiores que son aproximadamente del mismo tamaño. El eje inferior está fuertemente aplanado de adelante hacia atrás, con hasta 10 centímetros. La tibia del holotipo tiene una longitud de 105 centímetros. Es robusta y extremadamente ancha en la parte inferior. El peroné mide 109 centímetros. Es robusto con un IR de 0,4 pero no extremo. El eje superior se cierne exteriormente. Los extremos se ensanchan fuertemente de adelante hacia atrás. La superficie superior corre horizontalmente. La pierna tiene una rama baja ascendente y un ensanchamiento fuerte interno.

## Descubrimiento e investigación
Sus restos se encontraron en la Formación Chorrillo de la provincia de Santa Cruz en Argentina. La especie tipo y única es Nullotitan glaciaris. Era contemporáneo del ornitópodo Isasicursor que se describió en el mismo artículo.

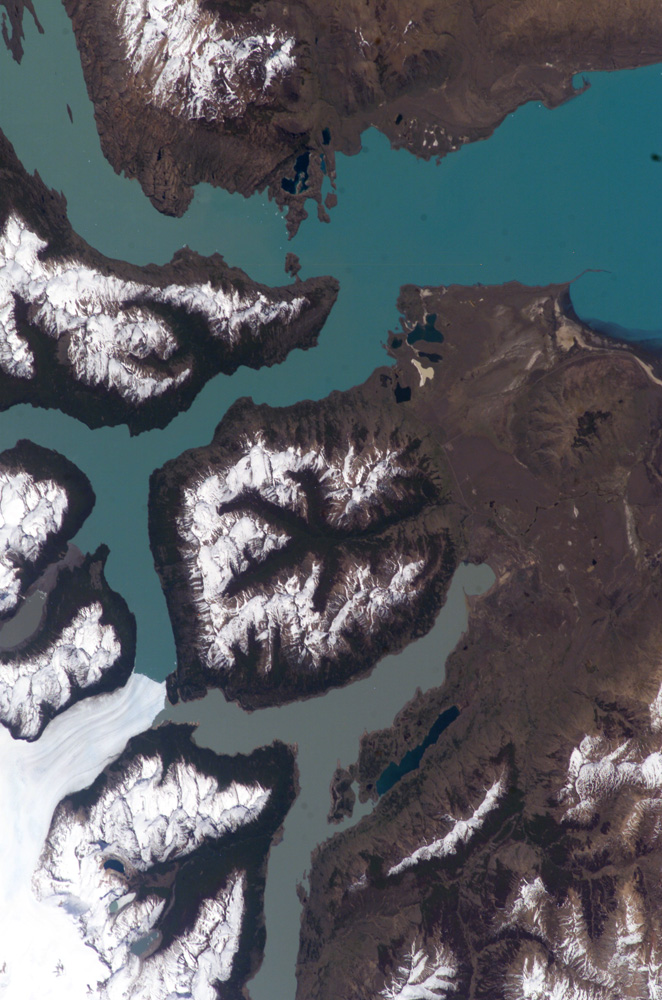
Imagen satelital del terreno de la Formación Chorrillo (en medio a la derecha), la unidad geológica de donde los restos de Nullotitan se han descubierto. En la parte inferior izquierda se observa el Glaciar Perito Moreno.

En 1980, el geólogo Francisco E. Nullo notó la presencia de huesos de saurópodos en una ladera de la Estancia Alta Vista, al sur del Río Centinela en la provincia argentina de Santa Cruz. Informó de estos hallazgos al entonces prominente paleontólogo José Bonaparte. Bonaparte desenterró una gran vértebra cervical en 1981 y lo reportó como un cf. Antarctosaurus. El antiguo sitio fue reubicado y se realizaron nuevas excavaciones entre el 13 y el 17 de enero y del 14 al 19 de marzo de 2019, y se descubrió un nuevo sitio en la Estancia La Anita. Toda una nueva fauna salió a la luz en un área de 2.000 kilómetros cuadrados (770 millas cuadradas). incluyendo seis concentraciones de huesos que podrían asignarse al hallazgo original, que ahora se reconoció como una nueva especie de saurópodo.
En 2019, la especie tipo Nullotitan glaciaris fue nombrada y descrita por Fernando Emilio Novas, Federico Lisandro Agnolin, Sebastián Rozadilla, Alexis Mauro Aranciaga-Rolando, Federico Brisson-Egli, Matias Javier Motta, Mauricio Cerroni, Martín Darío Ezcurra, Agustín Guillermo Martinelli, Julia S. D´Angelo, Gerardo Álvarez-Herrera, Adriel Roberto Gentil, Sergio Bogan, Nicolás Roberto Chimento, Jordi Alexis García-Marsà, Gastón Lo Coco, Sergio Eduardo Miquel, Fátima F. Brito, Ezequiel Ignacio Vera, Valeria Susana Pérez Loinaze , Mariela Soledad Fernández y Leonardo Salgado. El gran número de autores es una consecuencia del hecho de que el artículo describe toda la fauna y flora hallada hasta ese momento en la unidad, en la que cada experto contribuyó con su parte. El nombre del género honra a Nullo y vincula su nombre a un "titán griego", refiriéndose a la gran raza de gigantes poderosos, los Titanes de la mitología griega. La designación de la especie se refiere al Glaciar Perito Moreno que es visible desde el sitio.
El holotipo, MACN-PV 18644; MPM 21542, fue encontrado en una capa inferior de la Formación Chorillo que data del Campaniense-Maastrichtiense. Consiste en un esqueleto parcial sin cráneo. Se conserva lo siguiente: una tercera vértebra cervical (del espécimen MACN-PV 18644 excavado por Bonaparte en 1981), vértebras de la cola, una costilla cervical, costillas, un omóplato izquierdo, los extremos de un fémur derecho, una tibia derecha, una fíbula derecha y hueso de la mandíbula derecha. Estos huesos se encontraron dispersos, pero se cree que representan a un solo individuo.
Además, se asignaron varios especímenes. MPM 21545 es un esqueleto fragmentario del cual solamente consisten un húmero, una costilla y una vértebra. Estaba a cien metros del holotipo y más arriba en la pendiente, por lo que probablemente sea otro individuo que también es claramente más pequeño que el espécimen tipo. MPM 21546 consta de vértebras de la cola trasera separadas. MPM 21547 consta de una serie de cinco vértebras de la cola media que se encuentran en una posición diferente. Estos aún no han sido excavados. MPM 21548 se ha encontrado en una posición diferente y consiste en una tibia izquierda. A pocos metros yacía el espécimen MPM 21549, una vértebra central delantera. Las cáscaras de huevo y los dientes de los saurópodos también se almacenan en esta posición. No se han encontrado osteodermos en ninguna parte. Los fósiles forman parte de la colección Museo Regional Provincial "Padre Molina", con la excepción de la vértebra cervical original que se conserva en el Museo Argentino de Ciencias Naturales "Bernardino Rivadavia".

## Clasificación
Nullotitan se colocó dentro de Titanosauria en Colossosauria en 2019, aunque sus relaciones precisas aún no están claras.